# Азавад
Азавад, Незалежна держава Азавад (бербер. ⴰⵣⴰⵓⴰⴷ, араб. دولة أزواد المستقلة, фр. État indépendant de l'Azawad) — самопроголошена, невизнана держава в західній Африці, що постала як держава туарегів. Незалежність було проголошено 6 квітня 2012 «Національним рухом за визволення Азаваду». Заявлений суверенітет над північно-східною частиною Малі: областями Кідаль, Тімбукту, Гао, які є частиною регіону Азавад — історичної батьківщини туарегів.  Населення становить до 2 млн осіб, займає площу близько 822 тис. км². 14 лютого 2013 року «Національний рух за визволення Азаваду» відмовився від претензій на незалежність Азаваду і попросив уряд Малі почати переговори про його майбутній статус.

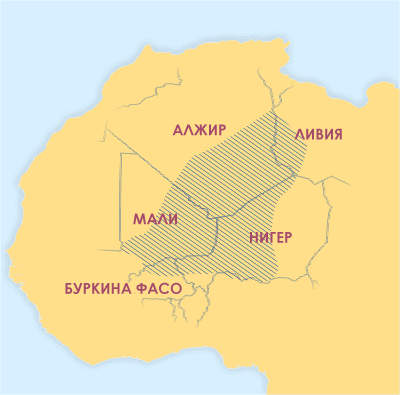
Район основного проживання туарегів

Регіон Азавад окрім північно-східної частини Малі охоплює також південно-східну частину Алжиру, західну частину Нігеру, північну частину Буркіна-Фасо і західну частину Лівії, проте керівники повстанців оголосили, що будуть дотримуватися наявних кордонів. Таким чином Азавад межує на південному заході з Малі, на заході з Мавританією, на півночі з Алжиром, на сході з Нігером та на півдні з Буркіна-Фасо.

## Етимологія

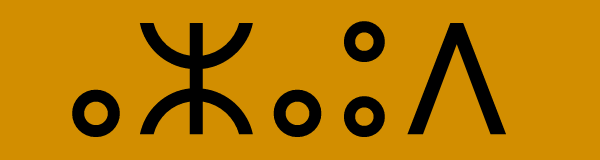
«Азавад» абеткою тифінаг

Згідно з дослідженнями шотландського дослідника XIX сторіччя Роберта Брауна, слово «Азавад» є арабським перекрученням берберського слова Азавах. Азавах — це сухий річковий басейн, що вкриває західний Нігер, північно-східне Малі та південний Алжир. Саме слово можна перекласти як земля перегінного скотарства.

## Історія

### Національно-визвольні рухи

Ситуація станом на 21 січня 2013 р.

Після невдалих повстань 1990—1995 і 2007—2009 років у північних районах Нігера і Малі багато туарезьких повстанців емігрували до Лівії, де увійшли до складу лівійської армії. В результаті репресій проти туарегів після повалення режиму Муаммара Каддафі частина туарегів з лівійської армії повернулася до Північного Малі і сприяли створенню єдиної організації туарегів. Національний рух за визволення Азавада (НРВА) був створений у жовтні 2011 року в результаті злиття декількох груп туарезьких вояків.
У січні 2012 Національний рух за звільнення підняв повстання у малійському Азаваді і оголосив про намір добиватися незалежності. У північних областях Малі почалися бойові дії між повстанцями-туарегами і збройними силами Малі. Окрім зброї, що залишилася від колишніх повстань туарегів, озброєнню сприяв приплив зброї з Лівії. Протягом січня-березня повстанці зайняли більшу частину територій трьох областей північного Малі і вивели їх з-під контролю центрального уряду, включаючи ключові міста Менака, Кідаль, Гао (Малі) і дві військові бази армії Малі зі складами зброї на них.

### Проголошення незалежності
Нестабільність посилив військовий переворот, що стався у столиці Малі Бамако 22 березня 2012 року. Нова влада стала рішуче боротися за відновлення єдності країни. Але після військового перевороту НРВА ще більше активізував свої дії, взяв історичну столицю Азавада Тімбукту і всю територію малійського Азаваду, оголосив про одностороннє припинення вогню у зв'язку з досягненням мети — звільнення Азаваду. В результаті в статусі біженців опинилися понад 500 тисяч малійців.
6 квітня 2012 НРВА проголосив Незалежну Державу Азавад. Виконавчий комітет НРВА звернувся до міжнародного співтовариства з проханням визнати незалежність Азаваду. На контрольованій території, яка становить майже дві третини Малі, туареги ввели закони шаріату.
Улітку 2012 відбулася нарада країн Африканського союзу щодо ситуації в Малі, де африканські країни заявили про свою готовність направити у неспокійну державу війська, проте необхідною умовою для цього була названа санкція з боку ООН.
Резолюція щодо Малі, ініційована Францією, була прийнята 12 жовтня 2012 одноголосно всіма 15 членами Ради безпеки ООН. Наступного дня ООН звернулася із закликом до Африканського союзу, об'єднання західноафриканських держав ЕКОВАС і країн-учасниць протягом 45 днів розробити план військової інтервенції в Малі. У документі сказано, що ООН має намір піти назустріч проханням малійської влади, котра звернулася до організації за допомогою в придушенні повстання туарегів. У резолюції висловлюється заклопотаність тим, що на півночі країни з'явилися терористи «Аль-Каїди ісламського Магрибу» та інших екстремістських груп.
Європейський Союз протягом 2012 року неодноразово виступав з критикою численних порушень прав людини на півночі Малі, і висловив готовність в рамках міжнародних стабілізаційних заходів у Малі сприяти формуванню дієздатної армії під командуванням легітимного уряду країни. Європейська спільнота планує доправити до Бамако 150 офіцерів, які займатимуться вишколом малійських вояків.

### Мирна угода
У червні 2013 року було досягнуто мирної угоди між групою національного руху за визволення Азаваду та урядом Малі. Було надано у військову оренду землі, які утримували повстанці-туареги, і туарегам було надано більшу автономію ніж до проголошення незалежності Азаваду. Це дозволило території Азаваду взяти участь у виборах президента Малі того ж місяця. Проте припинення вогню тривало недовго, перш ніж малійські війська зіткнулися з повстанцями в сутичках.

## Географія
Північна частина регіону розташована в пустелі Сахара, південь — у саванах Сахелю.

## Територія

Територія в Малі: Тімбукту, Кідаль та Гао

До Азаваду майже повністю належать три колишні області Малі: Гао, Кідаль та Тімбукту. Також проголошено суверенітет на північною частиною області Мопті, яка проте не контролюється повстанцями.
| Регіон                                       | Населення | Площа (км²) |
| -------------------------------------------- | --------- | ----------- |
| Гао                                          | 544 120   | 170 572     |
| Кідаль                                       | 67 638    | 151 430     |
| Тімбукту                                     | 681 691   | 497 926     |
| Мопті*                                       | 2 037 330 | 79 017      |
| * Область Мопті не підконтрольна повстанцям. |           |             |

## Демографія

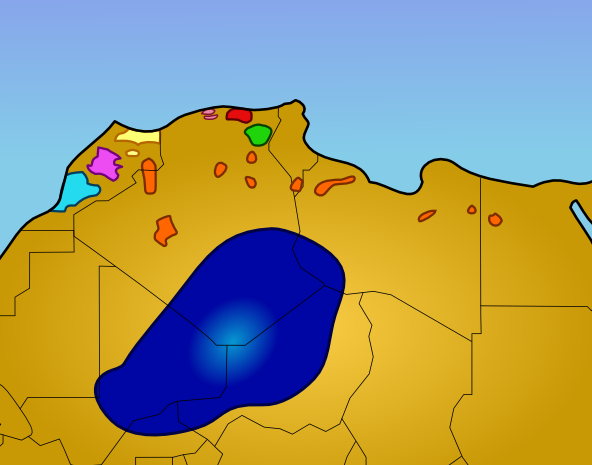
Територія поширення носіїв туарезьких мов у Західній та Північній Африці

Колишні північні території Малі є слабо заселеними із середньою щільністю 1.5 людини на км². Сукупне населення трьох областей, згідно з переписом в Малі від 2009 року, становило 1 293 449.

### Етно-релігійний розподіл
Ці території традиційно заселяють туареги, маври, сонгаї та фульбе. Згідно з переписом 1950 року, туареги, маври та сонгаї сукупно становили 95 % населення краю. Після здобуття Малі незалежності зросла частка народу бамбара.
Основні мови в Азаваді тамашек, арабська, сонгаї, фульфульде та бамбара частка якої зростала, проте вона досі не стала головною в регіоні.
Більшість мешканців краю є мусульманами, головно суніти або суфісти.